# デビッド・スメイル
デビッド・スメイル（David Smail, 1970年5月20日 - ）は、ニュージーランド出身のプロゴルファーである。主に日本ゴルフツアーで活躍し、日本では通算「5勝」を挙げている。身長195cm、体重78kg。

## 概要
12歳からゴルフを始め、ワイカト大学卒業後の1992年にプロ入り。最初はオーストラリア・ゴルフツアーで活躍し、1996年に日本のプロゴルファーテストに合格した。それ以来、日本を活動の拠点にしている。2001年1月、地元の「ニュージーランド・オープン」で優勝を果たす。同年11月、静岡県御殿場市の「太平洋クラブ御殿場コース」に誘致された世界ゴルフ選手権シリーズの「EMCワールドカップ」にニュージーランド代表として出場し、マイケル・キャンベルとコンビを組んで出場する。最終日はアメリカ・チームとニュージーランド・チームが最終組で一緒に回ったが、フォアサム（2人組の選手が、交互にボールを打ち合う競技方式）の最終18番ホール（パー5、517ヤード）で、ニュージーランドのキャンベル、アメリカのデビッド・デュバルの両者とも第2打をミスショットした。先にスメイルが第3打のリカバリー・ショットを成功させてグリーンに乗せたが、アメリカのタイガー・ウッズが“ミラクル・チップイン・イーグル”を決める。決着はニュージーランド、アメリカ、デンマーク、南アフリカの4チームによるプレーオフにもつれ、ニュージーランドはプレーオフ1ホール目で脱落してワールドカップ優勝を逃した。
デビッド・スメイルは2002年の日本オープン選手権で日本ツアー初優勝を挙げ、これまでに「5勝」を記録している。2002年と2005年に年間2勝を果たした。
2009年4月24日、兵庫県・山の原ゴルフクラブで行われたつるやオープン第2ラウンドの15番ホールでアルバトロスを達成。同日、静岡県・川奈ホテルゴルフコース富士コースで行われた女子ツアーのフジサンケイレディス第1ラウンドの5番ホールでも、有村智恵がアルバトロスを達成したため、日本の男女ツアーで同日にアルバトロスが達成される珍しい記録となった。

## プロ優勝 (7)

### オーストラレーシアPGAツアー (2)
- 2001 (2) ニュージーランド・オープン, キヤノンチャレンジ

### 日本ツアー (5)
- 2002年：日本オープン選手権、カシオワールドオープン
- 2004年：カシオワールドオープン（2年ぶり2度目）
- 2005年：アコムインターナショナル、ブリヂストンオープン